# Záriečie
Záriečie es un municipio del distrito de Púchov en la región de Trenčín, Eslovaquia, con una población estimada a final del año 2024 de 696 habitantes.
Se encuentra ubicado al noreste de la región, cerca del río Váh (cuenca hidrográfica del Danubio) y de la frontera con la República Checa y la región de Žilina.

## Demografía
| Año        | 1994 | 2004    | 2014    | 2024    |
| ---------- | ---- | ------- | ------- | ------- |
| Población  | 667  | 675     | 706     | 696     |
| Diferencia |      | +1,19 % | +4,59 % | −1,41 % |

| Año        | 2023 | 2024 |
| ---------- | ---- | ---- |
| Población  | 696  | 696  |
| Diferencia |      | +0 % |